# Дуб черешчатий (Городоцький район, Хмельницька область)
Дуб чере́шчатий — ботанічна пам'ятка природи місцевого значення в Україні. Розташована в центральній частині міста Городок Хмельницької області, на вул. Грушевського. 
Площа 0,01 га. Статус надано згідно з рішенням облвиконкому від 16.10.1991 року № 177. Перебуває у віданні: Городоцька міська рада. 
Статус надано для збереження 2-х вікових дерев дуба черешчатого.

## Галерея

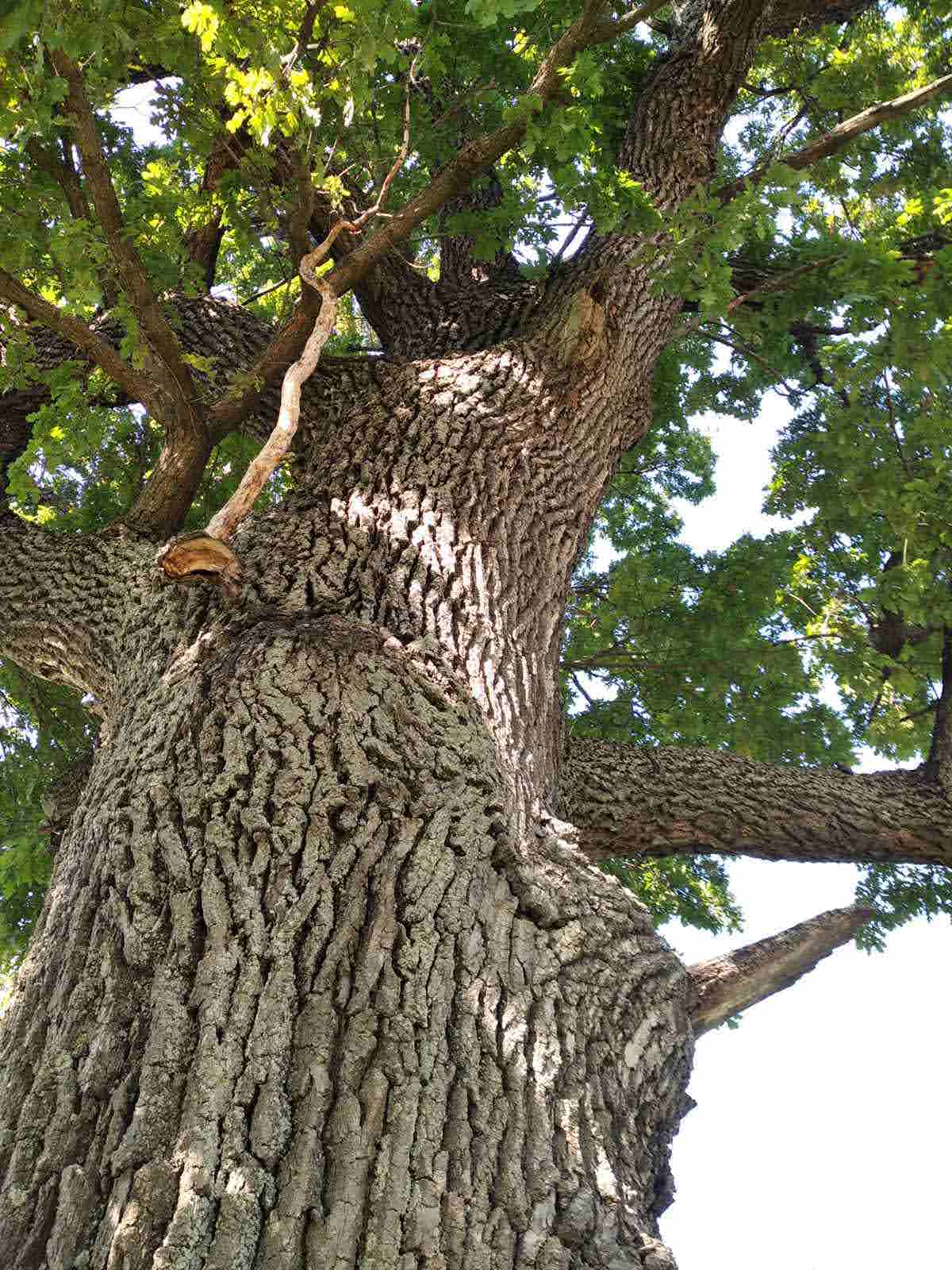
Дуб черешчатий
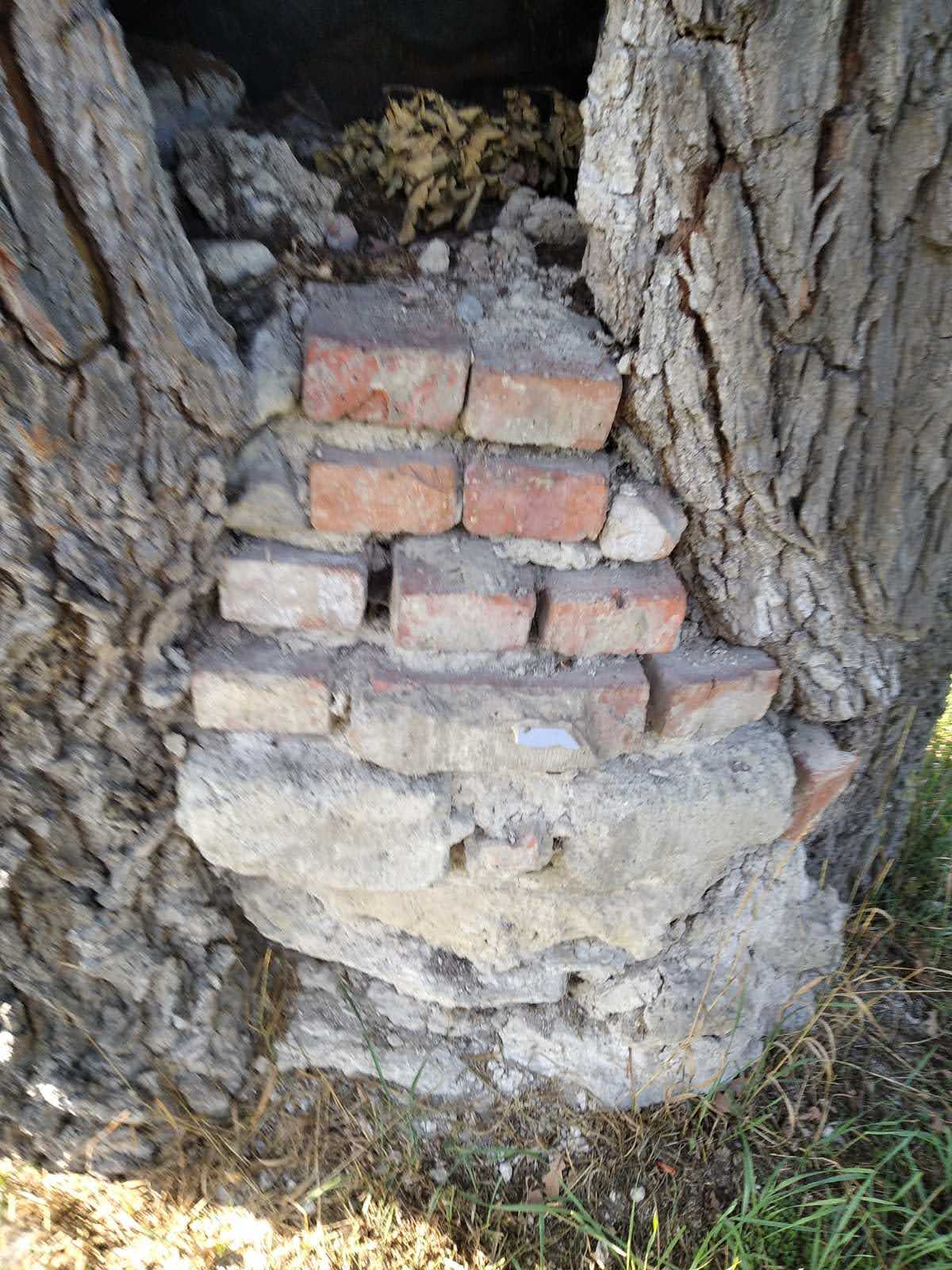
Дуб черешчатий
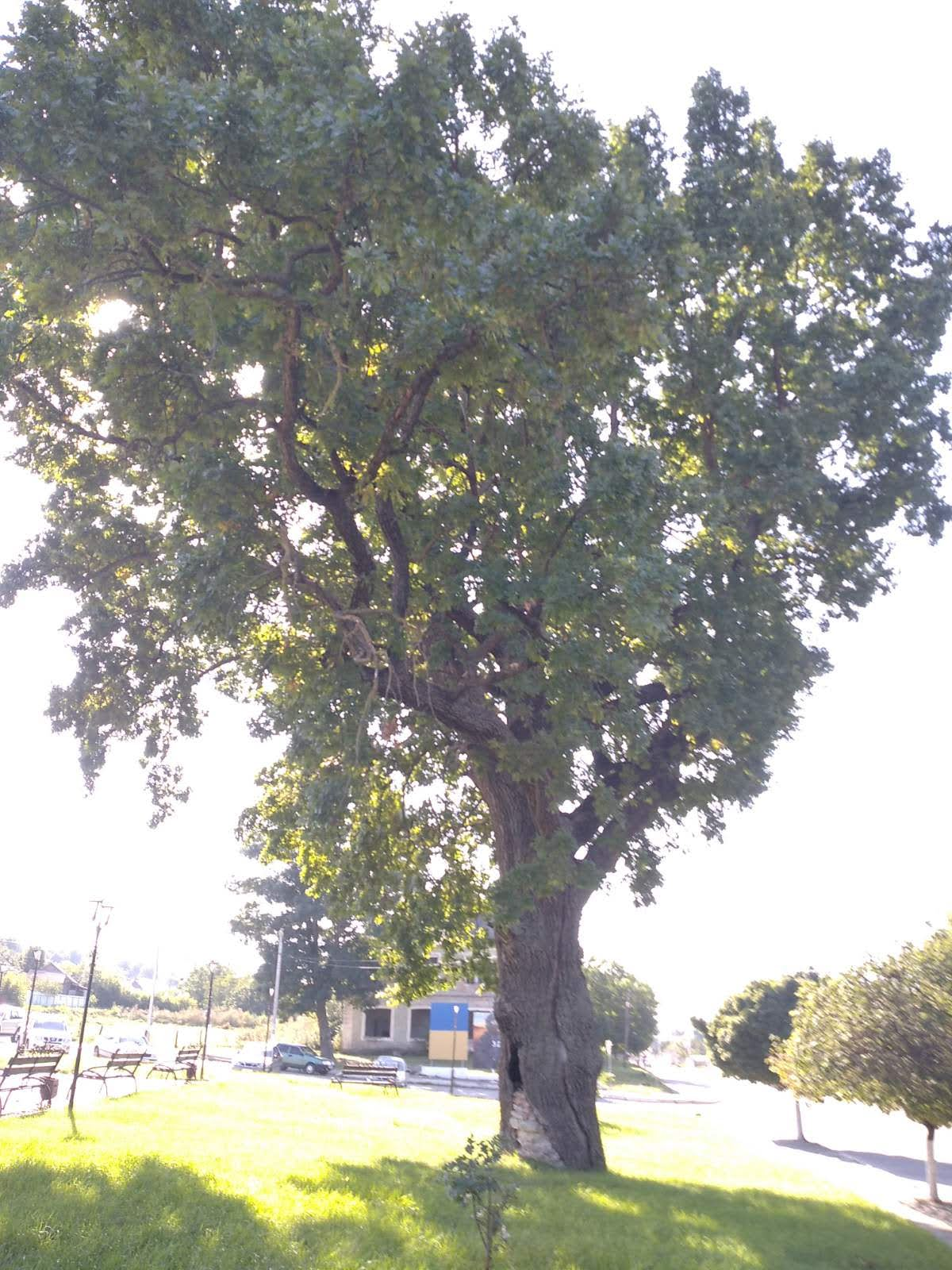
Дуб черешчатий
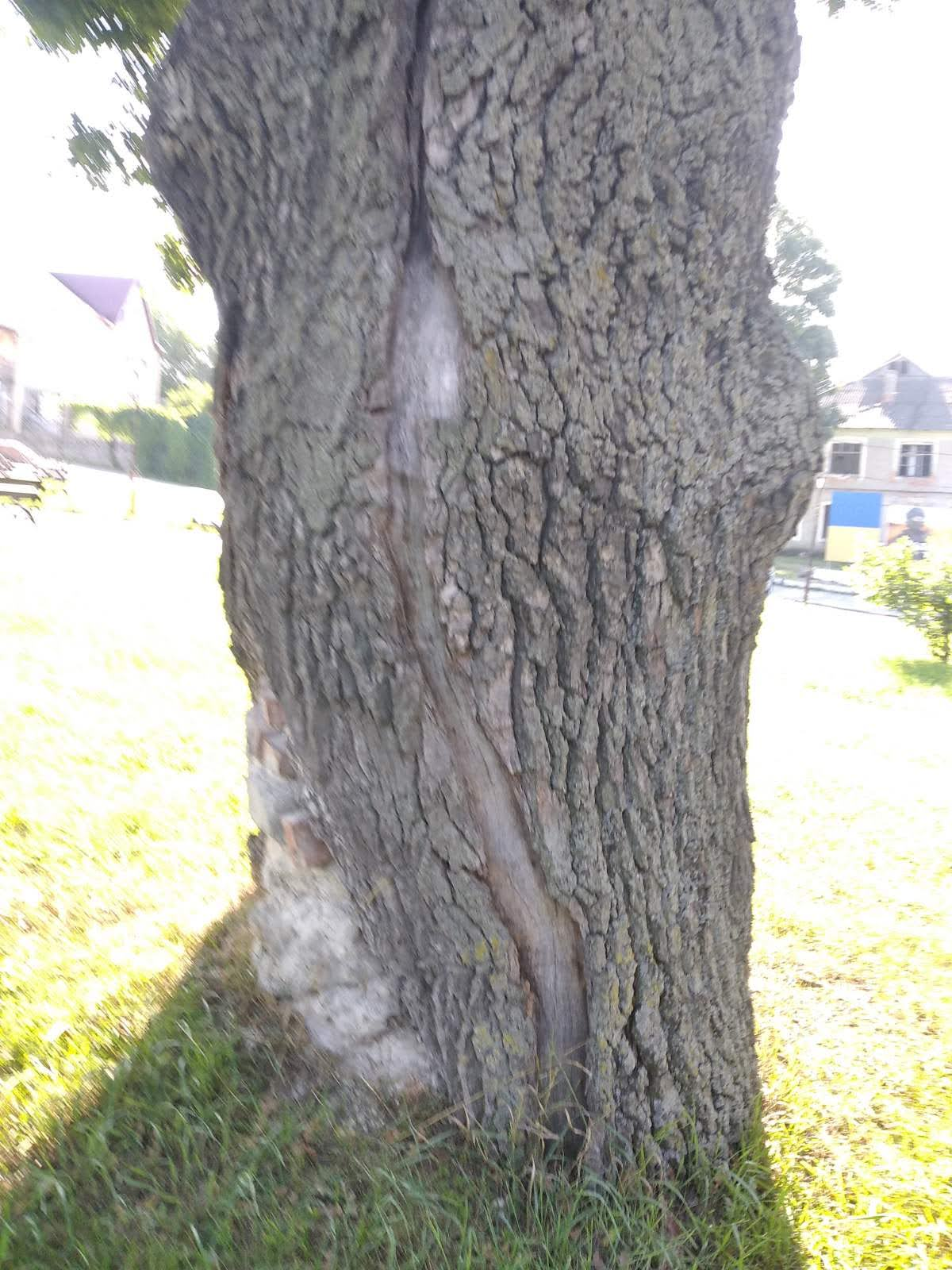
Дуб черешчатий
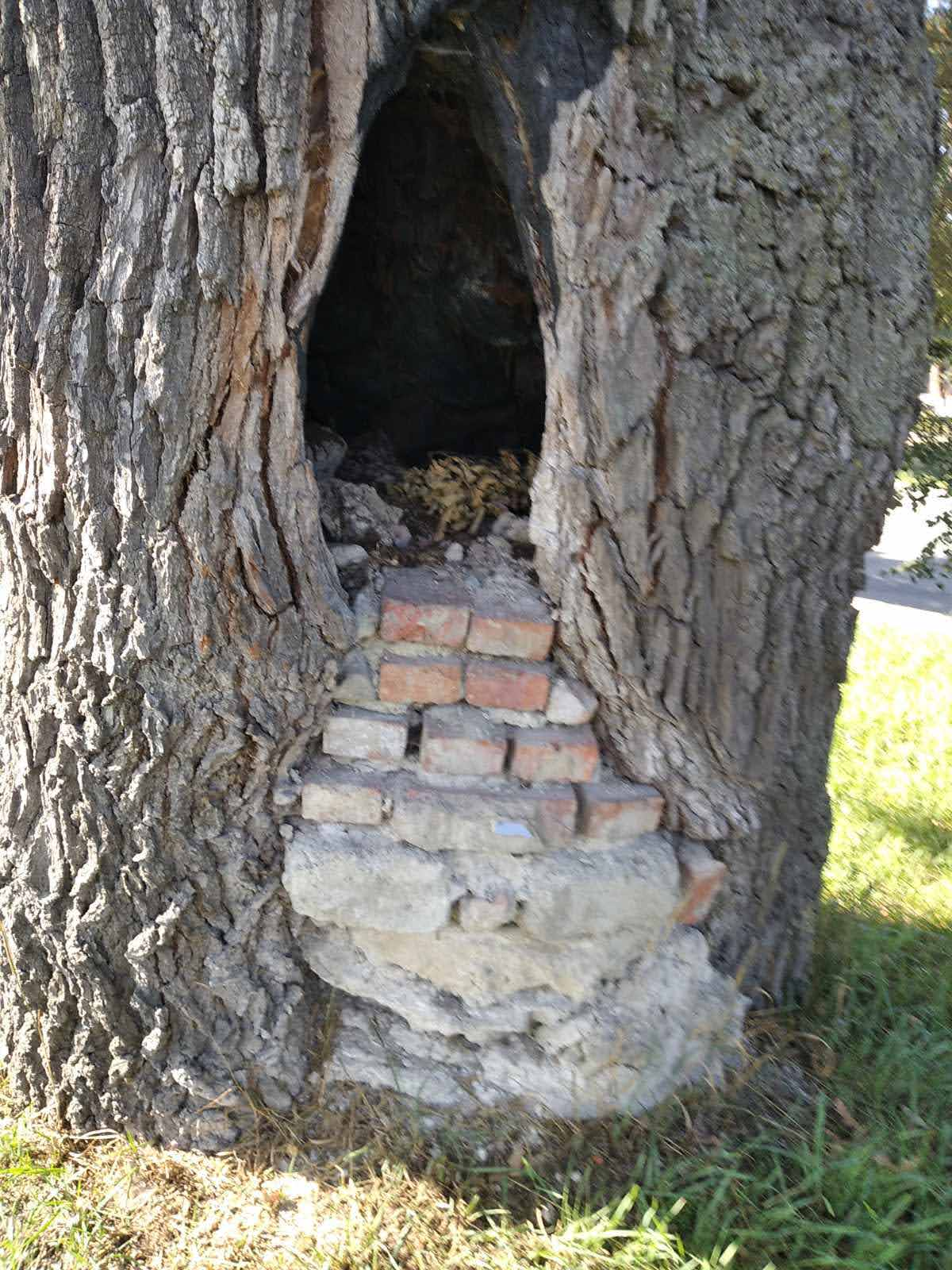
Дуб черешчатий